# Leopoldamys milleti
Leopoldamys milleti és una espècie de mamífer rosegador de la família dels múrids. És endèmica del sud del Vietnam. Es tracta d'un animal omnívor. El seu hàbitat natural són els boscos montans. És una espècie en risc mínim, és a dir, no sembla que hi hagi cap amenaça significativa per a la seva supervivència. Aquest tàxon fou anomenat en honor del caçador i funcionari francès Fernand Millet.